# Wrexham Challenger 2001
Il Wrexham Challenger 2001 è stato un torneo di tennis facente parte della categoria ATP Challenger Series nell'ambito dell'ATP Challenger Series 2001. Il torneo si è giocato a Wrexham in Regno Unito dal 30 luglio al 4 agosto 2001 su campi in cemento indoor.

## Vincitori

### Singolare
Michael Kohlmann ha battuto in finale  Ladislav Švarc con il punteggio di 6–4, 6–2

### Doppio
Gilles Elseneer /  Alexander Popp hanno battuto in finale  Luke Bourgeois /  Aisam-ul-Haq Qureshi con il punteggio di 5–7, 7–5, 6–2